# Campeonato Europeo de Remo de 1922
El XXIV Campeonato Europeo de Remo se celebró en Barcelona (España) en 1922 bajo la organización de la Federación Internacional de Sociedades de Remo (FISA).
En total se disputaron cinco pruebas diferentes, todas ellas en la categoría masculina.

## Resultados

### Masculino
| Evento                 | Oro | Plata | Bronce |
| ---------------------- | --- | --- | --- |
| Scull individual M1X   | Rudolf Bosshard · Suiza                                                                                                 | Félix Taymans · Bélgica | Marc Detton Francia |
| Doble scull M2X        | Hans Schöchlin · Karl Schöchlin · Suiza                                                                                 | Erminio Dones Lorenzo Salvini Italia | Lucien Brouha · Jules George · Bélgica |
| Dos con timonel M2+    | Édouard Candeveau · Alfred Felber · Émile Lachapelle (t) · Suiza                                                        | Vincenzo Fabiano Francesco Fabiano Gino Bettini (t) Italia                                                                                        | Francia |
| Cuatro con timonel M4+ | Charles Schlewer René Metzelaire Robert Lehmann Paul Kirrmann L. Abbat (t) Francia                                      | Franz Siegenthaler · Charles Barrelet · Alois Reinhard · Otto Bühlmann · Werner Strebel (t) · Suiza                                               | Emile Guillaume · Paul Fremineur · Fernand Van den Heule · Désiré Strohl · NC (t) · Bélgica                                                     |
| Ocho con timonel M8+   | Bernard Dodille Henri Lumpp Gaston Marchal Masson Rochet Joseph Poulier Louis Berthoux Jean Giraud L. Abbat (t) Francia | Luigi Miller Carlo Toniatti Frane Katalinić Simeone Sofonio Šimun Katalinić Alfredo Toniatti Ante Katalinić Bruno Sorić Latino Galasso (t) Italia | Istvan Keresztes László Józsa Lajos Wick Ferenc Kirchknopf István Szendeffy Zoltán Török Kálmán Jesze Sándor Hautzinger Károly Koch (t) Hungría |

## Medallero
| Núm. | País    | Oro | Plata | Bronce | Total |
| ---- | ------- | --- | ----- | ------ | ----- |
| 1    | Suiza   | 3   | 1     | 0      | 4     |
| 2    | Francia | 2   | 0     | 2      | 4     |
| 3    | Italia  | 0   | 3     | 0      | 3     |
| 4    | Bélgica | 0   | 1     | 2      | 3     |
| 5    | Hungría | 0   | 0     | 1      | 1     |
|      | TOTAL   | 5   | 5     | 5      | 15    |